# الگوی پیش‌نویس‌های چندگانه آگاهی

## الگوی پیش‌نویس‌های چندگانهٔ آگاهی
دنت در کتاب تبیین آگاهی (Dennett 1991) نظریه‌ای را به نام «الگوی پیش‌نویس‌های چندگانهٔ آگاهی» صورت‌بندی کرده‌است. هرچند این نظریه مشتمل بر عناصری از نظریهٔ مرتبه‌بالاتر و بازنمودگرایی است، تفاوت‌های مهمی با تقریرهای رایج این نظریات دارد.

## تشکیکی بودن آگاهی
بر اساس این نظریه، تمایز میان حالات «آگاه» و «ناآگاه» واضح و سرراست نیست، بلکه مبهم و تشکیکی است و به دو جنبهٔ اصلی بستگی دارد. جنبهٔ اول درجه یا میزان تأثیر یک حالت ذهنی (یا تثبیت محتوا) بر پیدایش حالات بعدی و خروجی‌های دستگاه است؛ مقصود دنت از تعبیر «شهرت مغزی» همین است یعنی هر چه تأثیر یک حالت ذهنی خاص بر وقوع حالات بعدی بیشتر باشد، آن حالت «مشهورتر» خواهد بود. حالات آگاه تأثیرات بیشتر و وسیع‌تری بر ذهن عامل دارند؛ یک حالت ذهنی آگاه و محتوایش در دسترس سایر نواحی پردازش هستند، بیشتر می‌توانند بر سایر حالات ذهنی (مثل فکر، میل و حافظه) اثر بگذارند و بر حالاتی که خروجی دستگاه (یعنی رفتار آن به خصوص گزارش‌های لفظی) را مشخص می‌کنند، تأثیر بیشتری دارند. همهٔ این جنبه‌های تأثیر از نظر دنت تشکیک‌پذیرند و در کل، هر چه تأثیر یک حالت ذهنی بیشتر باشد، «شهرت مغزی» آن و در نتیجه، میزان آگاه بودن آن بیشتر خواهد بود. بنابراین، اینکه یک حالت آگاه است یا آگاه نیست، همیشه پاسخ سرراستی ندارد؛ زیرا بعضی از حالات وضعیت بینابینی دارند.

## آگاهی نقلی
دومین جنبهٔ آگاهی به نظر دنت، درجه یا میزان ترکیب یک محتوای خاص با مجموعه رویدادهای منقولی است که دستگاه آن‌ها را بر اساس «جریان سیال آگاهی» می‌سازد. این یک محتوای مرتبه‌بالاتر و جداگانه نیست که جدا از محتواها یا حالات ذهنی مرتبه‌پایین‌تر دستگاه ایجاد شده‌است بلکه مجموعِ حالات محتوامندِ مرتبه‌پایین و فعالی است که با هم ترکیب و انسجام می‌یابند تا مجموعهٔ کمابیش یکپارچه‌ای را از منظر یک «خود» یکپارچه ایجاد کنند. دنت منکر وجود «خود» جداگانه‌ای است که این مجموعه رویدادها و حالات را نظاره می‌کند یا می‌سازد (این همان چیزی است که دنت «تئاتر دکارتی» می‌نامد یعنی فرض وجود یک خود مستقل که تماشاگر صحنهٔ حالات ذهنی است) بلکه برعکس؛ این مجموعه رویدادهای یکپارچه‌اند که خود را می‌سازند یعنی «خود» در حقیقت یک هویت مجازی است که به عنوان منظری ضمنی برای این رویدادهای منقول ساخته می‌شود.
اینکه این نظریه «الگوی پیش‌نویس‌های چندگانه» نام گرفته‌است از این رو است که دنت محتواهای ذهنی را به پیش‌نویس‌های یک نوشته تشبیه می‌کند؛ همان‌طور که شخص برای نوشتن یک مقاله پیش‌نویس‌های مختلفی می‌نویسد و بخشی از مطالب در همهٔ پیش‌نویس‌ها ثابت و برخی متغیرند، محتوای ذهنی هم محصول «جریان سیال آگاهی» است؛ در این جریان سیال برخی فقرات نقلی آگاهی ثابت و برخی متغیرند. انواع مختلفی از تثبیت محتوا در هر لحظه‌ای در مغز رخ می‌دهند. چه چیزی موجب می‌شود که این محتواها آگاه باشند؟ پاسخ دوگانه‌انگاری که دنت آن را «الگوی تئاتر دکارتی» می‌نامد، این است که محتوای آگاه در موقعیت مکانی یا کارکردی خاصی به وجود می‌آید؛ این دیدگاه به نظر دنت، یک عادت بد فکری است. ما عادت کرده‌ایم که برای آگاهی خط پایان یا نقطهٔ اوج قائل شویم و در نظریه‌پردازی‌ها به دنبال این خط پایان هستیم (در حالی که مطابق آنچه گفتیم، به نظر دنت، آگاهی امری تشکیکی و مبهم است). ما فکر می‌کنیم که آگاهی در نقطهٔ خاصی میان علت‌ها و معلول‌ها وجود دارد؛ به عنوان مثال، در نقطه‌ای بین برخورد نور به چشم (که علت است) و رفتار گفتاری (که معلول است).